# Bunge Limited

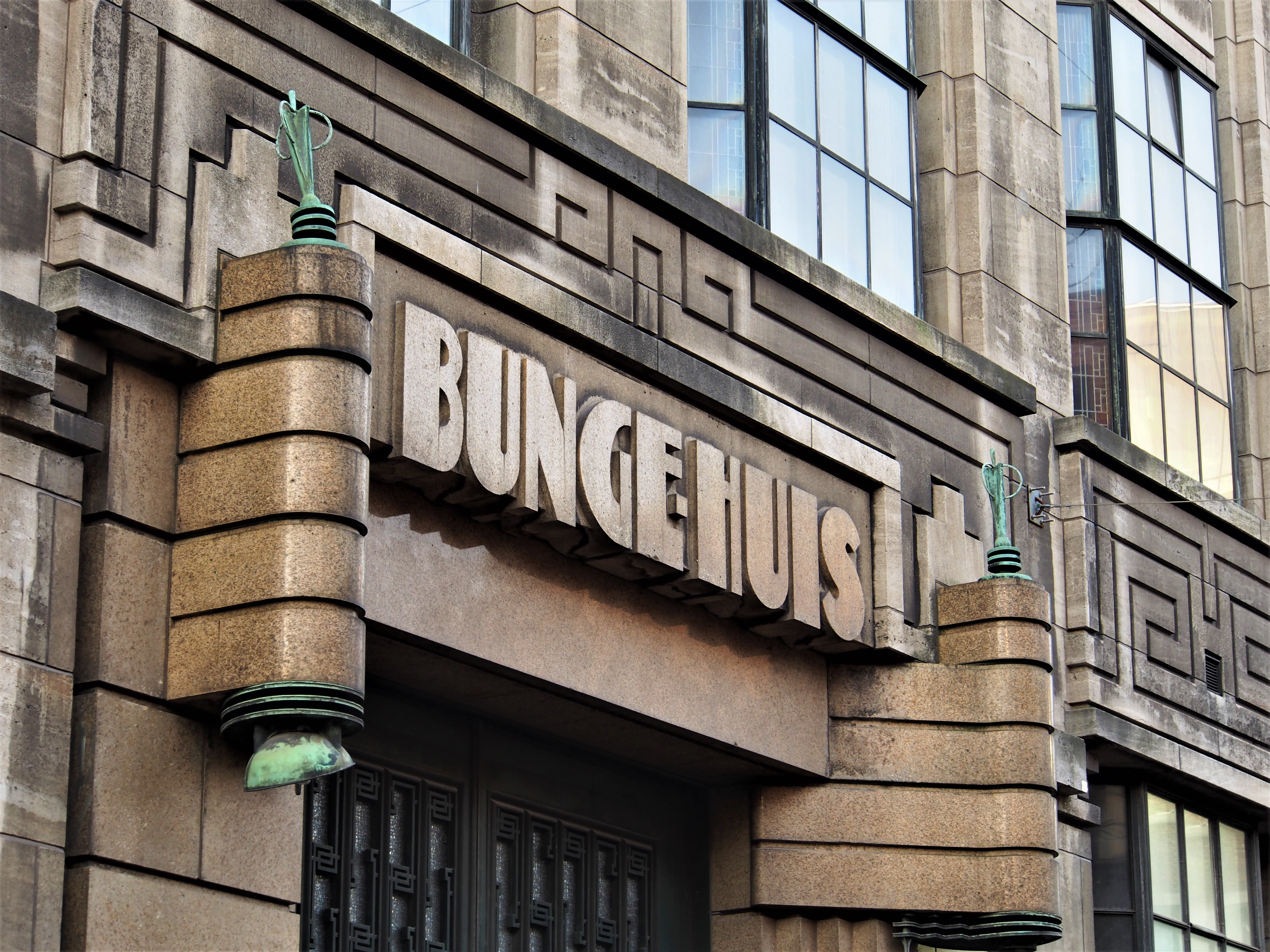
Bungehuis in Amsterdam

Bunge Limited (voorheen Bunge International, en daarvoor Bunge & Born) is een Amerikaanse multinational, actief in de voedingsmiddelenindustrie, de groothandel in voedingsmiddelen (vooral sojabonen), en meststoffen. Het bedrijf heeft ongeveer 23.000 werknemers in 40 landen.
De onderneming is officieel geregistreerd in Bermuda, maar het bedrijf wil bezig te verhuizen naar Genève in Zwitserland. De meeste zaken worden gedaan vanuit het operationele hoofdkwartier in Saint Louis (Missouri).
De geschiedenis van het bedrijf gaat terug naar 1818 toen het als handelsonderneming werd opgericht in Amsterdam.

## Activiteiten
Bunge is een grote wereldwijd opererende handelsonderneming in agrarische producten. Er zijn die kernonderdelen: Agribusiness, Refined and Specialty Oils, Milling en de vierde activiteit is Sugar and Bioenergy. Dit laatste onderdeel is ondergebracht in een joint venture BP Bunge Bioenergia, met de oliemaatschappij BP als partner.
Agribusiness
Dit is veruit het grootste en belangrijkste bedrijfsonderdeel. Dit onderdeel is wereldwijd actief met de aankoop, opslag, transport, verwerking en verkoop van landbouwproducten. Dit zijn voornamelijk oliehoudende zaden, zoals sojabonen, raapzaad, koolzaad en zonnebloempitten, en granen, met name tarwe en maïs. Op jaarbasis wordt zo'n 80 miljoen ton aan dit soort producten verhandeld.
Refined and Specialty Oils
Bedrijven die plantaardige oliën en vetten verkopen, waaronder bakolie, bakvet, speciale ingrediënten en biodiesel.
Milling
Zijn bedrijven die tarwemeel, bakkerijmixen en producten op basis van maïs verkopen. Deze activiteit is vooral actief in Noord- en Zuid-Amerika.
In juni 2023 werd de overname bekendgemaakt van Viterra, actief in dezelfde markten als Bunge. De overname kost Bunge zo’n US$ 18 miljard, waarvan ongeveer de helft aan schulden die mee overgaan. De aandeelhouders van Viterra ontvangen circa 65,6 miljoen Bunge aandelen, ter waarde van US$ 6,2 miljard, en circa US$ 2 miljard in contanten. Als de fusie wordt goedgekeurd dan verkleint Bunge de afstand tot de belangrijkste concurrenten ADM en Cargill. Toezichthouders moeten deze transactie nog goedkeuren en naar verwachting wordt de transactie in 2024 afgerond.

### Resultaten
De Agribusiness is veruit de grootste activiteit. Schommelingen in de omzet worden mede bepaald door prijsveranderingen van de producten op de wereldmarkt. Het nettoresultaat in 2010 was extreem hoog door een bijzonder hoge buitengewone bate van US$ 1,9 miljard op de verkoop van de kunstmestactiviteiten in Brazilië in mei van dat jaar. Met deze verkoop halveerde de kunstproductie in 2011 ten opzichte van 2009.
| Jaar | Omzet (×US$ miljoen) | Nettoresultaat (×US$ miljoen) | Volume Agribusiness (×miljoen ton) | Werknemers |
| ---- | -------------------- | ----------------------------- | ---------------------------------- | ---------- |
| 2000 | 9.500                | 12                            | 46,3                               |            |
| 2005 | 24.275               | 530                           | 98,5                               | 23.495     |
| 2010 | 45.707               | 2354                          | 108,7                              | 33.021     |
| 2015 | 43.455               | 738                           | 134,1                              | 33.000     |
| 2020 | 41.404               | 1121                          | 143,0                              | 23.000     |

## Geschiedenis
In 1818 richt Johann Peter Gottlieb Bunge (1781-1865) de import- en export handelsonderneming Bunge & Co op in Amsterdam. In 1859 bouwt Edouard Bunge, een kleinzoon van de oprichter, de activiteiten sterk uit. Zijn broer Ernest Bunge gaat in 1884 naar Argentinië. Hier richt hij met een partner Bunge y Borg op, dit handelshuis richt zich op de export van Argentijns graan. In 1905 worden de eerste activiteiten in Brazilië ontplooid en in 1918 volgt expansie in de Verenigde Staten. In 1923 wordt Bunge North American Grain Corporation opgericht waarin de Amerikaanse belangen worden gebundeld.
Omstreeks 1932 wordt aan de Spuistraat 210-212 Het Bungehuis in gebruik genomen. Opdrachtgever en eerste gebruiker was NV Bunge's Handelmaatschappij. Achterkleinzoon Julius Carl Bunge (1865-1934) zat in de directe van de Nederlandse tak en hij liet dit kantoor bouwen. Bunge's Handelmaatschappij was eerder, vanaf 1915, gevestigd in gebouw Industria aan de Dam. Bunge verhuisde in 1969-1970 naar Rotterdam en vanaf 1971 werd het pand gebruikt door de Universiteit van Amsterdam. Omstreeks 2015 werd het verkocht aan een partij die het verbouwde tot een hotel.
In 1967 wordt in dit laatste land de eerste fabriek voor de verwerking van sojabonen gebouwd. De sojaboon wordt steeds belangrijker binnen het bedrijf. In 1999 verhuisde het hoofdkantoor naar New York. Twee jaar later wordt Bunge Limited genoteerd aan de New York Stock Exchange. 

## Trivia
Bunge is een van het "ABCD-bedrijvenkwartet”, samen met Archer Daniels Midland (ADM), Cargill en Louis Dreyfus Company, dat de wereldhandel in landbouwproducten domineert. Bunge betrekt een aanzienlijk deel van zijn grondstoffen uit het Braziliaanse Amazonebekken. Het Chinese COFCO International kan hierbij gevoegd worden als vijfde globale partij.